# Enrico Costa
Enrico Costa (Sassari, Sardenha, 1944) é um astrofísico italiano. Conhecido por pesquisas sobre erupção de raios gama.
Recebeu com Filippo Frontera o Prêmio Enrico Fermi da Sociedade Italiana de Física de 2010. Com Gerald Fishman recebeu o Prêmio Shaw, por suas pesquisas sobre erupção de raios gama.